# Dan Milisavljevic
Dan Milisavljevic (31. siječnja 1980.) je kanadski astronom poznat po sudjelovanju u otkriću uranovih satelita Ferdinanda, Trincula i Francisca, te neptunovih satelita Halimede, Sao, Laomedeia i Neso.